# Cavernotettix craggiensis
Cavernotettix craggiensis is een rechtvleugelig insect uit de familie grottensprinkhanen (Rhaphidophoridae). De wetenschappelijke naam van deze soort is voor het eerst geldig gepubliceerd in 1974 door Richards.